# Basly
Basly är en kommun i departementet Calvados i regionen Normandie i norra Frankrike. Kommunen ligger i kantonen Creully som ligger i arrondissementet Caen. År 2022 hade Basly 1 043 invånare.

## Befolkningsutveckling
Antalet invånare i kommunen Basly
Referens: INSEE